# Lucien Michard
Lucien Michard (Épinay-sur-Seine, 17 de novembre de 1903 - Aubervilliers, 1 de novembre de 1985) va ser un ciclista francès que fou professional entre 1925 i 1938. Es dedicà principalment al ciclisme en pista en la modalitat de velocitat, en què fou l'autèntic dominador del panorama mundial durant forces anys.
En el seu palmarès trobem més de quaranta victòries, destacant per damunt de totes una medalla d'or als Jocs Olímpics de París de 1924 i quatre Campionats del món de velocitat consecutius entre 1927 i 1931.

## Palmarès
- 1922
  -  Campió de França de velocitat amateur
  - 1r al Gran Premi de París de velocitat amateur
- 1923
  -  Campió del món de velocitat amateur
  -  Campió de França de velocitat amateur
- 1924
  -  Medalla d'or als Jocs Olímpics de París de velocitat
  -  Campió del món de velocitat amateur
  -  Campió de França de velocitat amateur
  - 1r al Gran Premi de l'UVF
  - 1r al Gran Premi de París de velocitat amateur
- 1925
  -  Campió de França de velocitat
  - 1r al Gran Premi de l'UVF
- 1926
  - 1r al Gran Premi de l'UVF
- 1927
  -  Campió del món de velocitat
  -  Campió de França de velocitat
  - 1r a Copenhaguen, velocitat
- 1928
  -  Campió del món de velocitat
  -  Campió de França de velocitat
  - 1r al Gran Premi de l'UVF
- 1929
  -  Campió del món de velocitat
  -  Campió de França de velocitat
  - 1r al Gran Premi de l'UCI
  - 1r a Copenhaguen, velocitat
- 1930
  -  Campió del món de velocitat
  -  Campió de França de velocitat
  - 1r al Gran Premi de l'UCI
  - 1r a Copenhaguen, velocitat
  - 1r al Gran Premi de París de velocitat
- 1931
  - 1r al Gran Premi de l'UVF
  - 1r al Gran Premi de París de velocitat
- 1932
  - 1r al Gran Premi de l'UVF
- 1933
  -  Campió de França de velocitat
  - 1r al Gran Premi de l'UCI
- 1934
  -  Campió de França de velocitat
- 1935
  -  Campió de França de velocitat
  - 1r al Gran Premi de París de velocitat
- 1936
  - 1r al Gran Premi de París de velocitat
- 1937
  - 1r al Gran Premi de l'UCI, velocitat